# Isla Viking Bergen

La Isla Viking Bergen es el nombre de una antigua isla hipotética entre Escocia y Noruega modernas , en el límite del Mar del Norte y Mar de Noruega. El área que hoy se conoce como los "bancos Viking-Bergen".

## Descripción
Durante el período Bølling-Allerød , conocido en Gran Bretaña como el interestadio Windermere, en la costa norte de Doggerland comenzó a retroceder mientras los niveles del mar subieron. Pudo haber sido una isla Shetland que marca el extremo norte de la bahía al norte de Dogger Hills , y la isla Viking-Bergen habría estado entre la bahía y la Fosa de Noruega.
Una hipótesis más reciente es que gran parte de la tierra fue inundada por un tsunami en torno a 8200 AP (6200 aC), causado por un corrimiento de tierras submarino frente a las costas de Noruega conocida como el deslizamiento submarino de Storegga . Esta teoría sugiere que "el tsunami generado en Storegga habría tenido un impacto catastrófico en la población contemporánea Mesolítica costera. Tras el tsunami de Storegga, al parecer, Gran Bretaña finalmente se separó del continente y, en términos culturales, el Mesolítico siguió caminos separados en Normandía y en Gran Bretaña".